# Marinha Iugoslava
A Marinha Iugoslava (Servo-croata: Југословенска ратна морнарица, Jugoslavenska ratna mornarica, lit. 'Marinha de Guerra Iugoslava'), foi a marinha da República Socialista Federativa da Iugoslávia de 1945 a 1992. Era essencialmente uma força de defesa costeira com a missão de impedir desembarques inimigos ao longo da costa acidentada de 4.000 km ou ilhas costeiras da Iugoslávia, e contestar um bloqueio inimigo ou controlo do estratégico Estreito de Otranto. 
Em 1990, contava com 10.000 marinheiros (incluindo 4.400 recrutas), incluindo 2.300 em 25 baterias de artilharia costeira e 900 fuzileiros navais numa brigada de infantaria naval ligeira.  Após a dissolução da Iugoslávia, os equipamentos e embarcações da Marinha foram reivindicados pela emergente Marinha Croata, pela Marinha Montenegrina, pela Flotilha Fluvial da Sérvia e pela Marinha Eslovena.

## História

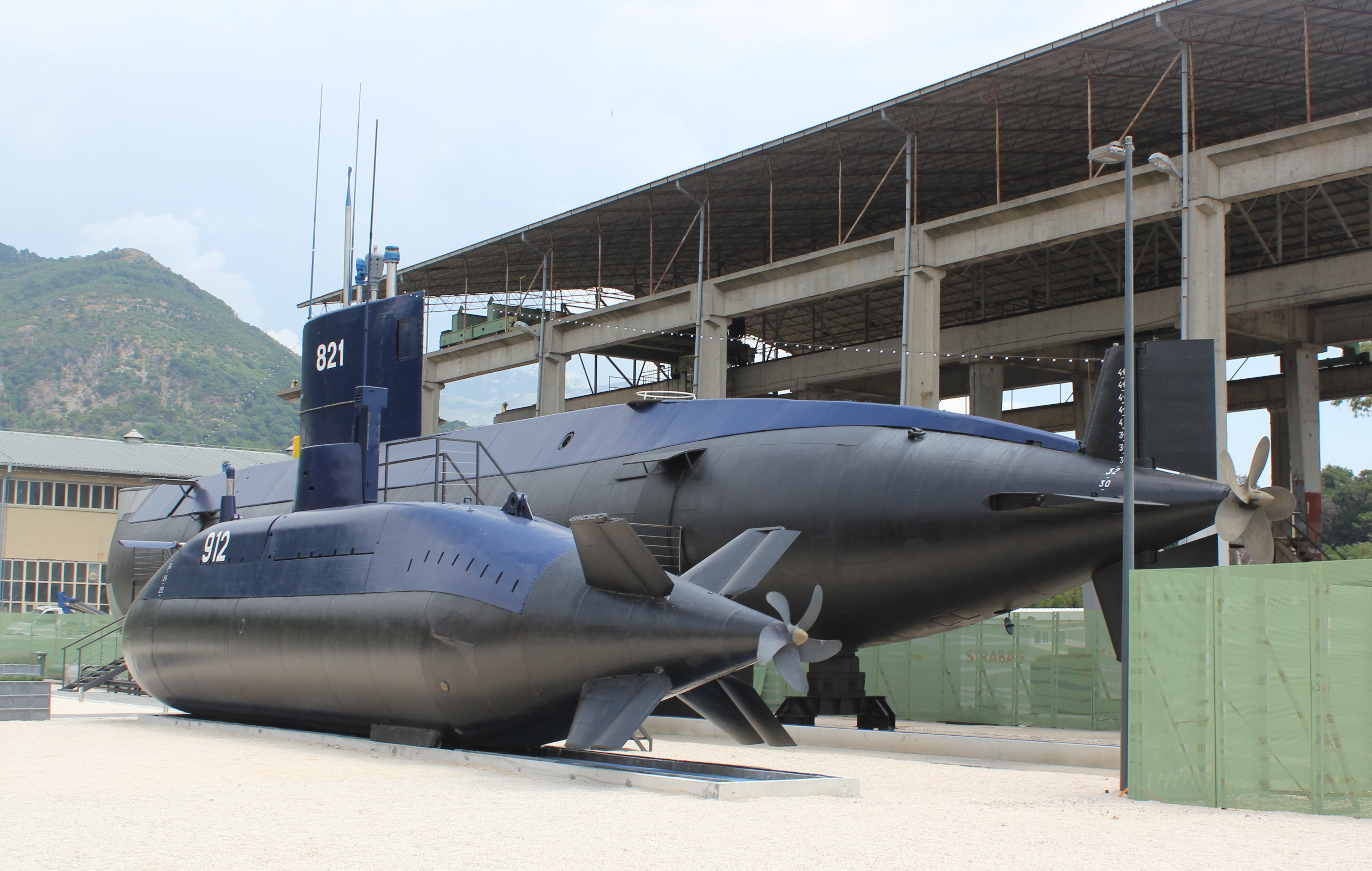
Antigos submarinos da Marinha Iugoslava Heroj (P-821) e Una (P-912) no Museu de Assuntos Marítimos do porto de Porto Montenegro, Tivat.

Os Partisans operaram muitos pequenos barcos em ataques que assediaram comboios italianos no Mar Adriático durante a Segunda Guerra Mundial.  Após a guerra, a marinha operou vários submarinos, destróieres, caça-minas e embarcações de desembarque de tanques alemães e italianos capturados durante a guerra ou recebidos como reparações de guerra.  Os Estados Unidos forneceram oito torpedeiros no final da década de 1940, mas a maioria dessas unidades logo se tornou obsoleta.  Dois ex-contratorpedeiros da classe W da Marinha Real Britânica foram comprados em 1956. 
A Marinha foi atualizada na década de 1960, quando adquiriu dez barcos com mísseis da classe Osa -I e quatro torpedeiros da classe Shershen da União Soviética.  Os soviéticos concederam licença para construir onze unidades Shershen adicionais em estaleiros iugoslavos desenvolvidos para esse fim. 
Em 1980 e 1982, a Marinha recebeu duas fragatas soviéticas da classe Koni.  Em 1988 concluiu duas unidades adicionais sob licença.  As fragatas Koni estavam armadas com quatro lançadores de mísseis superfície-superfície soviéticos SS-N-2B, dois mísseis terra-ar SA-N-4 e lançadores de foguetes anti-submarinos.  A marinha iugoslava desenvolveu a sua própria capacidade de construção de submarinos durante a década de 1960.  Em 1990, as principais unidades de combate do serviço submarino eram três submarinos de patrulha da classe Heroj armados com torpedos de 533 mm.  Duas unidades menores da classe Sava entraram em serviço no final da década de 1970.  Dois submarinos da classe Sutjeska foram relegados principalmente para missões de treinamento em 1990.  Naquela época, a Marinha aparentemente havia mudado para a construção de versáteis submarinos anões.  Quatro submarinos anões da classe Una e quatro veículos de entrega nadadores da classe Mala estavam em serviço no final da década de 1980.  Eles foram construídos para uso por equipes de demolição subaquática e forças especiais. Os barcos da classe Una transportavam cinco tripulantes, oito nadadores de combate, quatro veículos Mala e minas de lapas.  Os veículos Mala, por sua vez, transportavam dois nadadores e 250 quilogramas de minas. 
A Marinha operava dez barcos com mísseis da classe Osa I e seis da classe Rade Končar.  Os barcos Osa I estavam armados com quatro lançadores de mísseis superfície-superfície SS-N-2A.  Em 1990, os barcos domésticos Kobra estavam programados para começar a substituir os barcos Osa I.  O Kobra deveria ser armado com quatro lançadores SS-N-2C ou oito lançadores de mísseis anti-navio suecos RBS-15.  Armados com dois lançadores SS-N-2B, os barcos da classe Končar foram modelados a partir da classe sueca Spic .  A marinha também operou quinze torpedeiros da classe Shershen e onze unidades construídas na Iugoslávia. 
Os barcos-patrulha eram operados principalmente para a guerra anti-submarina.  O inventário incluía três corvetas da classe Mornar com lançadores de foguetes anti-submarinos e cargas de profundidade.  A classe Mornar foi baseada em um projeto francês de meados da década de 1950.  Dezessete barcos de patrulha costeira Mirna e treze caçadores de submarinos Kraljevica mais antigos também estavam disponíveis. 
As capacidades de guerra contra minas e contramedidas da Marinha foram consideradas adequadas em 1990.  Ela operava quatro caçadores de minas costeiros da classe Vukov Klanac construídos com base em um projeto francês, quatro caça Ham-class britânicos e seis caça-minas costeiros da classe 117 construídos em estaleiros nacionais.  Um grande número de caça-minas mais antigos e menos capazes foi usado principalmente em operações ribeirinhas.  Outras unidades mais antigas foram usadas como minelayers dedicados.  A marinha utilizou embarcações de desembarque anfíbias em apoio às operações do exército na área dos rios Danúbio, Sava e Drava.  Eles incluíam tanques e embarcações de desembarque de assalto.  Em 1990, havia quatro embarcações de desembarque da classe 501, dez da classe 211 e vinte e cinco da classe 601 em serviço.  A maioria deles também era capaz de colocar minas em rios e zonas costeiras. 
As baterias de artilharia costeira tinham mísseis e canhões superfície-superfície.  Eles operaram o SS-C-3, de projeto soviético, e um míssil anti-navio Brom, montado em caminhão e produzido na Iugoslávia.  Este último era essencialmente uma variante iugoslava do SS-N-2 soviético.  Canhões costeiros incluíam mais de 400 peças de artilharia de 88 mm, 122 mm, 130 mm e 152 mm obtidas da União Soviética, dos Estados Unidos, da Alemanha do pós-guerra e de fabricantes iugoslavos. 

## Organização

### Marinha
Os combatentes de superfície menores operados pela Marinha incluíam quase 80 fragatas, corvetas, submarinos, caça-minas e mísseis, torpedos e barcos de patrulha na Frota do Adriático.  Toda a costa da Iugoslávia fazia parte da região naval com sede em Split.  A região naval foi dividida em três distritos navais menores e na Flotilha do Danúbio com bases principais localizadas em Split, Šibenik, Pula, Ploče e Kotor no Adriático e Novi Sad no Danúbio.  A frota foi organizada em brigadas de mísseis, torpedos e barcos-patrulha, uma divisão de submarinos e flotilhas de caça-minas.  A ordem de batalha naval incluía quatro fragatas, três corvetas, cinco submarinos de patrulha, 58 mísseis, torpedos e barcos de patrulha e 28 caça-minas.  A Marinha contou com o apoio de um esquadrão de helicópteros de guerra anti-submarino baseado em Divulje, no Adriático, para operações costeiras.  Empregava helicópteros soviéticos Ka-25, Ka-28 e Mi-14 e helicópteros partidários domésticos.  Alguns esquadrões de caça e reconhecimento da Força Aérea apoiaram operações navais. 
Após o colapso da União Estatal da Sérvia e Montenegro (a dissolução final da Iugoslávia), a 108ª brigada de mísseis para defesa costeira, a 88ª frota de submarinos, o Instituto Hidrográfico da Marinha em Lepetani e o centro de testes navais foram dissolvida em 2007.  Sete sistemas de mísseis Frontier-E da 108ª brigada de mísseis e cinco barcos de mísseis da classe Osa foram vendidos ao Egito, a propriedade do centro de testes navais foi transferida para o centro de testes técnicos do exército sérvio, a base naval em Tivat Arsenal foi vendida para Empresário canadense Peter Munk por 3,2 milhões de euros. 

### Fuzileiros navais
A 12ª Brigada de Infantaria Naval (Brigada Mornarička Pešadijska) foram os fuzileiros navais da Marinha Iugoslava até 4 de fevereiro de 2003, quando passou a fazer parte da Marinha da União Estatal da Sérvia e Montenegro. A 12ª Brigada de Infantaria Naval estava sediada no 8º Setor Naval em Split, mas mais tarde foi transferida para perto de Kotor, uma cidade costeira em Montenegro. Um pequeno destacamento foi localizado em Novi Sad, no Danúbio. A brigada consistia de 900 a 2.000 homens em dois ou três batalhões. Como uma unidade multiétnica, a brigada foi desmembrada durante a dissolução da Iugoslávia e teve pouca ação. O maior remanescente acabou se mudando para Montenegro. Existe um destacamento de forças especiais navais (Pomorski odred - Specijalne snage) na Marinha Montenegrina  - talvez este seja composto por membros residuais da 12ª Brigada de Infantaria Naval.

## Equipamento

### Frota Marítima
Fragatas:
- Classe Koni  União Soviética

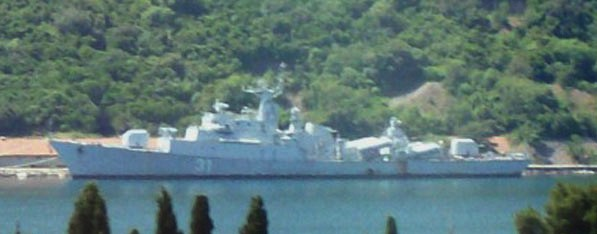
Fragata classe Koni Split VPBR 31

  - RF-31 Split (desde 1993 Beograd) – Foi retirado do uso operacional pelo VCSG. Mais tarde, foi descartado em agosto de 2013.[14]
  - RF-32 Koper (desde 1993 Podgorica) – Foi retirado do uso operacional pela Marinha Iugoslava (RMVJ) em 1995. Parcialmente canibalizado em 2007 e vendido à Yugoimport SDPR para posterior canibalização. Mais tarde, ele foi finalmente descartado em 2008 pelo Tivat Arsenal.
- Classe Kotor  Iugoslávia
  - RF-33 Kotor – Permaneceu em uso operacional pela Marinha da Sérvia e Montenegro e após sua dissolução pela Marinha Montenegrina. Retirado de serviço em 2019, para ser vendido.  Montenegro
  - RF-34 Pula – Permaneceu em uso operacional pela Marinha da Sérvia e Montenegro e após sua dissolução pela Marinha Montenegrina. Retirado de serviço em 2019, para ser vendido.  Montenegro

Submarinos:

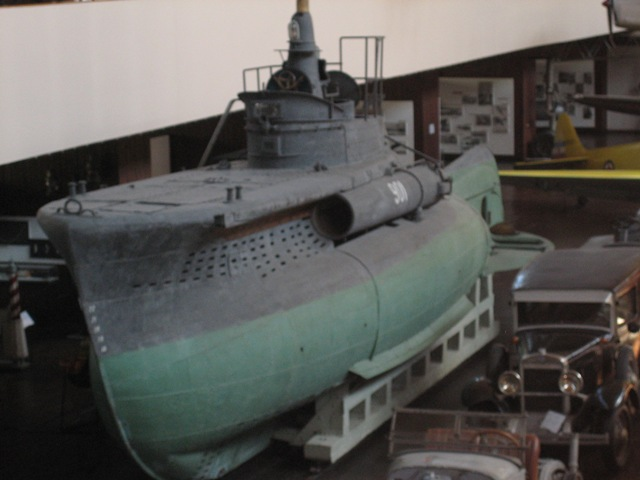
Mališan em exibição em Zagreb

- P-801 Tara - Anteriormente chamado de Nebojša, o único submarino da Marinha Real Iugoslava que sobreviveu à invasão alemã de 1941. Retirado do serviço em 1954.  Reino Unido
- P-802 Sava - Retirado de serviço em 1968.  Reino Unido
- P-901 Mališan - Antigo submarino anão italiano CB-20. Retirado do serviço em 1959.  Reino da Itália
- Classe Sutjeska  Iugoslávia
  - P-811 Sutjeska - Retirado de serviço em 1980.
  - P-812 Neretva - Retirado de serviço em 1981.
- Classe Heroj  Iugoslávia
  - P-821 Heroj – Manutenção pesada interrompida em 2004, retirada do uso operacional. Transformado em uma obra-prima do Museu Naval em Tivat. [15]
  - P-822 Junak – Retirado do uso operacional pela RMVJ em meados dos anos 90. Sucateado por ferro recuperado no Arsenal de Tivat.
  - P-823 Uskok – Retirado de uso operacional pela RMVJ em 1998. Vendido e sucateado para ferro recuperado para Izmir, Turquia, em 2007.
- Classe Sava  Iugoslávia
  - P-831 Sava – Retirado de uso operacional pela VSCG em 2004. Rebocado para a Turquia em março de 2010, onde foi cortado para sucata. [15]
  - P-832 Drava – Manutenção pesada paralisada em 1996, retirada de uso operacional pelo VSCG. Corte para sucata no Tivat Arsenal em junho de 2008. [15]
- Classe Una  Iugoslávia
  - P-911 Tisa – Retirada de uso operacional pela RMVJ em 1997. Em exibição em Belgrado [15] [16]
  - P-912 Una – Retirada de uso operacional pela RMVJ em 1997. Transformado em uma obra-prima do Museu Naval em Tivat. [16]
  - P-913 Zeta - Em exibição no Parque de História Militar de Pivka em Pivka [15] desde 2011 [16]
  - P-914 Soča – Permaneceu na Croácia durante os eventos de 1991. [15] [16] Manutenção pesada e modernização concluída em 1996. Em uso operacional pela Marinha Croata como Velebit (P-01) até 2004, quando foi retirada. Atualmente aguarda venda na Base Naval de Lora em Split, Croácia.
  - P-915 Vardar – Manutenção pesada paralisada em 2003, retirada de uso operacional pelo MVSCG. Sucateado em julho de 2008 no Tivat Arsenal. [15] [16]
  - P-916 Vrbas – Retirado de uso operacional pelo MVSCG em 2005. Estará em exibição em Kumbor, Herceg-Novi.

Canhoneiras com mísseis guiados:
Classe Končar  Iugoslávia

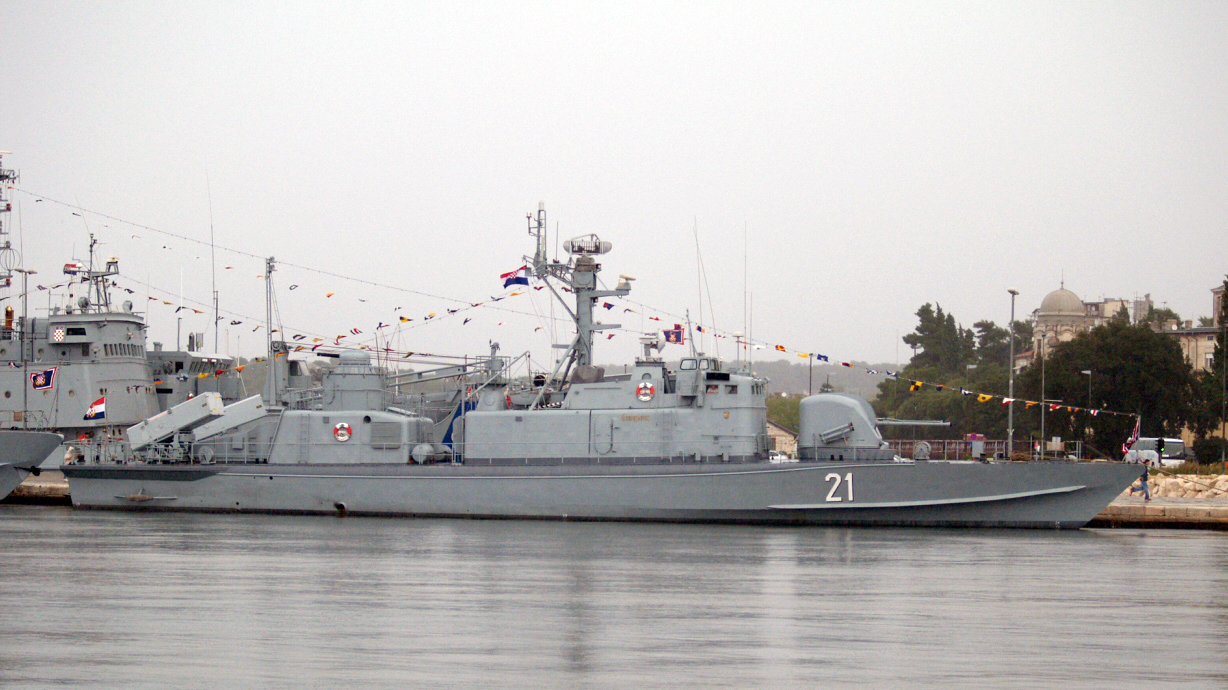
Classe Končar RTOP-21 Šibenik

- RTOP-401 Rade Končar – Retirado de utilização operacional pelo MCG em 2006. Atualmente aguarda venda em Bar, Montenegro.
- RTOP-402 Vlado Ćetković – Capturado pela Marinha Croata em Šibenik em setembro de 1991. Introduzido em uso operacional como RTOP-21 Šibenik. Localizado na Base Naval de Lora, em Split.
- RTOP-403 Ramiz Sadiku – A manutenção pesada foi interrompida em meados da década de 1990. Retirado do uso operacional pela RMVJ em 2007. Sucateado em 2014.
- RTOP-404 Hasan Zahirović-Laca – Retirado de utilização operacional pelo MCG em 2006. Atualmente aguarda venda em Bar, Montenegro.
- RTOP-405 Jordan Nikolov – Orce – Revisado e armazenado pelo MCG.
- RTOP-406 Ante Banina – Revisado e armazenado pelo MCG.

Barcos rápidos de mísseis:
Classe Osa  União Soviética
- RČ-301 Mitar Acev– Capturado pela Marinha Croata em Šibenik em 1991. Em uso operacional pela Marinha Croata como o barco-patrulha rápido camada de minas OBM-41 Dubrovnik até 2008.[17]
- RČ-302 Vlado Bagat – Retirado do uso operacional pela RMVJ em meados da década de 1990. Destino desconhecido.
- RČ-303 Petar Drapšin - Retirado do uso operacional pela RMVJ em meados da década de 1990. Destino desconhecido.
- RČ-304 Stjepan Filipović-Stevo – Retirado do uso operacional pela RMVJ em meados da década de 1990. Modernizado no Tivat Arsenal em Montenegro. Em uso operacional pela Marinha Egípcia desde 2007, série 647.
- RČ-305 Žikica Jovanović-Španac - Retirado do uso operacional pela RMVJ em meados da década de 1990. Modernizado no Tivat Arsenal em Montenegro. Em uso operacional pela Marinha Egípcia desde 2007, série 649.
- RČ-306 Nikola Martinović - Retirado do uso operacional pela RMVJ em meados da década de 1990. Modernizado no Tivat Arsenal em Montenegro. Em uso operacional pela Marinha Egípcia desde 2007, série 651.
- RČ-307 Josip Mažar –Šoša - Retirado do uso operacional pela RMVJ em meados da década de 1990. Modernizado no Tivat Arsenal em Montenegro. Em uso operacional pela Marinha Egípcia desde 2007, série 653.
- RČ-308 Karlo Rojc - Retirado do uso operacional pela RMVJ em meados da década de 1990. Modernizado no Tivat Arsenal em Montenegro. Em uso operacional pela Marinha Egípcia desde 2007, série 655.
- RČ-309 Franc Rozman-Stane - Retirado do uso operacional pela RMVJ em meados da década de 1990. Destino desconhecido.
- RČ-310 Velimir Škorpik – Capturado em setembro de 1991 em Šibenik pela Marinha croata e afundado em 12 de outubro de 1994 em um treino de tiro com munição real pelos barcos com mísseis Kralj Petar Krešimir IV e OBM-41 Dubrovnik durante a operação Posejdon.[17][18][19]

Barcos torpedeiros:
Classe Shershen  União Soviética/ Iugoslávia
- TČ-211 Pionir
- TČ-212 Partizan
- TČ-213 Proleter
- TČ-214 Topčider
- TČ-215 Ivan
- TČ-216 Jadran
- TČ-217 Kornat
- TČ-218 Biokovac
- TČ-219 Streljko - Capturado pela Marinha Croata em setembro de 1991 em Šibenik. Fortemente danificada, ela nunca mais voltou ao serviço e foi afundada como alvo pelos barcos-mísseis Kralj Petar Krešimir IV e OBM-41 Dubrovnik em 12 de outubro de 1994, durante a operação Posejdon.[21][22]
- TČ-220 Crvena zvezda
- TČ-221 Partizan III - Capturada em setembro de 1991 em Šibenik pela Marinha Croata, com a qual prestou serviço como OBM-51 Vukovar.
- TČ-222 Partizan II
- TČ-223 Napredak
- TČ-224 Pionir II

Barcos patrulha:
- Classe C-80  Iugoslávia
  - PČ-132 Kalnik
  - PČ-133 Velebit
  - PČ-134 Romanija
  - PČ-135 Triglav
  - PČ-136 Lovćen
- Classe Mirna  Iugoslávia
  - PČ-171 Biokovo - Danificado na ilha de Škarda por um míssil 9K11 Malyutka disparado por pessoal da marinha croata desembarcado dos barcos de pesca armados Maša e Nirvana, ancorados em uma enseada na ilha [23] [24] em 10 de novembro de 1991; [24] mancou para Mali Lošinj. [23] Mais tarde capturado pela Marinha Croata. Em uso operacional como OB-01 Novigrad . Localizado na Base Naval de Lora, em Split.
  - PČ-172 Pohorje - Em Montenegro, utilizado para turistas.
  - PČ-173 Koprivnik - bombardeou Šibenik em 17 de setembro de 1991, durante o ataque sérvio à cidade. [25] Em Montenegro, utilizado para turistas.
  - PČ-174 Učka - Em serviço na polícia de Montenegro
  - PČ-175 Grmeč - Evacuado para Montenegro em 1991. Vendido a um proprietário privado da Croácia em 2007.
  - PČ-176 Mukos - Fortemente danificado em 14 de novembro de 1991, na ilha de Šolta, por um torpedo lançado pelas forças especiais da Marinha Croata durante a Batalha dos Canais da Dalmácia. Abandonado pelo JRM e rebocado por barcos civis locais, foi posteriormente elevado, reparado e colocado de volta em uso operacional pelo HRM como OB-02 Šolta. [26]
  - PČ-177 Fruška gora - Em Montenegro, utilizado para turistas.
  - PČ-178 Kosmaj - Em serviço na polícia de Montenegro
  - PČ-179 Zelengora - Evacuado para Montenegro em 1991. Em 2007, foi vendida a um proprietário privado da Croácia.
  - PČ-180 Cer - bombardeou Šibenik em 17 de setembro de 1991, durante o ataque sérvio à cidade. [27] Capturado pela Marinha Croata naquele porto dias depois. Em uso operacional como OB-03 Cavtat . Localizado na Base Naval de Lora em Split, Croácia.
  - PČ-181 Durmitor - Capturado pela Marinha Croata em Šibenik em 1991. Em uso operacional como OB-04 Hrvatska Kostajnica . Localizado na Base Naval de Lora em Split, Croácia.

Navio-escola:
- Galebe  Reino da Itália/ Iugoslávia
- Jadran  Alemanha - Atualmente em uso operacional por Montenegro.

### Frota Fluvial
Navio de comando:
RPB-30 Kozara  Áustria
Estação para desmagnetização:
- 36 Šabac  Iugoslávia

Varredores de minas fluviais:
- Classe Neštin  Iugoslávia
  - RML-331 Neštin - Em serviço na Flotilha Fluvial das Forças Armadas Sérvias.
  - RML-332 Motajica - Em serviço na Flotilha Fluvial das Forças Armadas Sérvias.
  - RML-333 Belegiš - vendido a uma agência de turismo.
  - RML-334 Bosut – Retirado e canibalizado.
  - RML-335 Vučedol - Em serviço na Flotilha Fluvial das Forças Armadas Sérvias.
  - RML-336 Djerdap - Em serviço na Flotilha Fluvial das Forças Armadas Sérvias.
- Classe 307
  - RML-307
  - RML-308 - Danificado em combate no Danúbio em 8 de novembro de 1991, ao tentar deter o rebocador tchecoslovaco Šariš, suspeito de contrabandear armas para a Croácia. [28]
  - RML-309
  - RML-310

Barcos de patrulha fluvial:
- Classe 21  Iugoslávia
  - ČMP-21
  - ČMP-22
  - ČMP-23
  - ČMP-24
- Classe 25  Iugoslávia
  - ČMP-25
  - ČMP-26
  - ČMP-27
- Classe 302  Iugoslávia
  - PČ-302
  - PČ-303

Barcos de assalto
Classe 101  Iugoslávia
- DČ-101  Iugoslávia
- DČ-102